# Лазарюс, Даниэль
Даниэ́ль Лазарю́с (фр. Daniel Lazarus; 13 декабря 1898, Париж — 27 июня 1964, Париж) — французский пианист, композитор, дирижёр и музыкально-общественный деятель еврейского происхождения, лично и стилистически близкий к некоторым членам «Шестёрки», Ролану-Манюэлю, Анри Соге и другим последователям Эрика Сати.

## Биографический очерк
С восьмилетнего возраста Даниэль Лазарюс учился в Парижской консерватории, которую закончил в 1916 году по классу композиции, дирижирования и фортепиано. Во время обучения (в 1915 году) получил Первую премию Консерватории по сольному фортепиано. Ещё из консерватории Лазарюс был призван в действующую армию, воевал и, получив ранение, вернулся в Париж. Вскоре после возвращения на него обратила внимание известная певица Жанна Батори, которая пригласила его занять место дирижёра в своём концертном «Театре старой голубятни» (фр. Théâtre du Vieux-Colombier). После окончания Первой мировой войны Лазарюс вместе с другим французским композитором еврейского происхождения, Роланом-Манюэлем (настоящее имя Алексис-Ролан Леви), вступил во французскую секцию Международного общества современной музыки (фр. S.I.M.C.), где с 1921 года исполнял должность секретаря и казначея (между прочим, секретариат S.I.M.C. располагался по адресу: рю де Петроград, дом 30, Париж-IX).

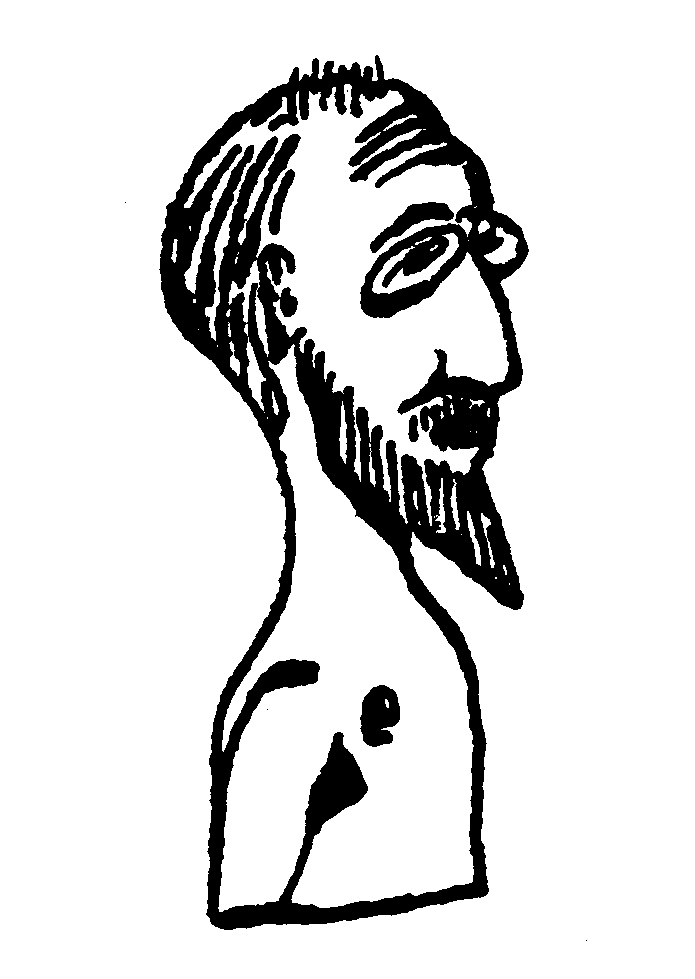
Эрик Сати, автопортрет

Мировоззрение, пристрастия и личные контакты Лазарюса в течение жизни претерпели значительные изменения. В январе 1923 года на очередных перевыборах комитета S.I.M.C. Даниэль Лазарюс выступил с узко шовинистических позиций (французского национализма) на стороне Эмиля Вюйермо против переизбрания Дариуса Мийо на очередной срок (за космополитизм, но прежде всего за анти-импрессионистическую пропаганду в США). За этот свой демарш Даниэль Лазарюс (вместе с Роланом-Манюэлем) заслужил от Эрика Сати почётное звание «интернационального олуха». При поддержке Равеля (против которого в основном и была направлена «пропаганда» Мийо) и Кеклена Дариус Мийо был всё же переизбран на очередной срок. Однако сам Сати в знак протеста против узкого национализма членов Комитета 7 марта 1923 года покинул Комитет и демонстративно вышел из состава S.I.M.C., о чём написал иезуитски вежливое письмо лично Лазарюсу.

«Даниэлю Лазарюсу, заявление

Господин & Дорогой Собрат. 

Этими словами я довожу до Вашего сведения мою отставку из Комитета Директоров (Французской Секции) Международного Музыкального Общества. 

Прошу Вас, соблаговолите принять, Господин & Дорогой Коллега, выражение моего искреннего почтения.
— (Эрик Сати, письмо от 7 марта 1923, Аркёй. )
Точно такое же письмо пятью годами ранее от Эрика Сати получил и Луи Дюрей, будущий близкий соратник Лазарюса по Народному фронту и левому движению. К слову сказать, в то время Сати уже был членом коммунистической секции Интернационала, его личная карточка и партийный билет до сих пор значится в реестре под № 8576.

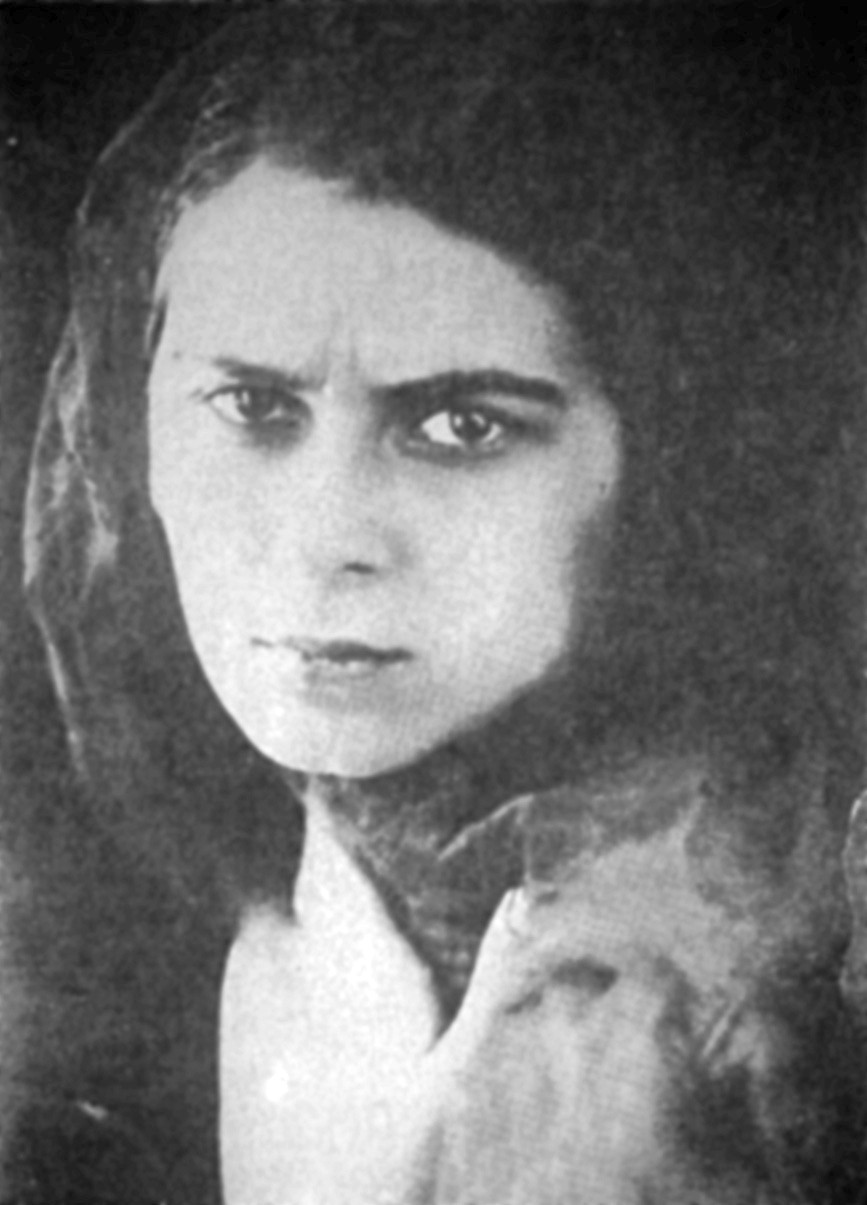
Ариадна Скрябина, 1924

В январе 1924 года Даниэль Лазарюс женился на Ариадне Скрябиной, первой дочери композитора Александра Скрябина от второго брака (с Татьяной Шлёцер), которая, оказавшись в эмиграции, переживала серьёзные материальные и душевные трудности. Лазарюс вызвал у Ариадны интерес прежде всего тем, что был композитором и пианистом, как её отец, кроме того, она с детства питала некоторую склонность к евреям. Сам же Лазарюс преклонялся перед творчеством Скрябина, и роман с дочерью гениального композитора не мог не льстить его самолюбию. Кроме того, Ариадна привлекла его своим необузданным темпераментом и необычайной раскованностью, порой доходящей до развязности или наглости. Современники вспоминают, что юная Ариадна в ресторанах много курила, пила водку, а главное — ела с ненасытной жадностью. Всё это явилось прямым последствием нищих и голодных лет, проведённых в послереволюционной России. Когда посетители начинали на неё глазеть, Ариадна нисколько не тушевалась, запросто могла хрипло рассмеяться им в лицо или даже показать язык. Всё это одновременно шокировало и притягивало Лазарюса, в то же время приводя его в крайнее смущение. Рядом с Ариадной он выглядел инфантильным, растерянным ребёнком, хотя был старше её на семь лет.
В 1923 году Даниэль Лазарюс написал три романса на стихи Ариадны Скрябиной, и вскоре сделал ей предложение. Нетрудно догадаться, до какой степени этот эксцентричный мезальянс не понравился добропорядочным родственникам музыканта. Чопорная мать Лазарюса возненавидела Ариадну на первом же семейном обеде, дав ей презрительное прозвище «цыганка». Тем не менее, свадьба всё-таки состоялась, с «благословения» дяди Бори (брата матери Ариадны). В 1925 (3 февраля) и 1926 годах от этого брака появились две дочери: Татьяна-Мириам (Танья, в честь рано умершей матери Ариадны) и Жильбер-Элизабет (Бетти). Вскоре после рождения Бетти, Ариадна ушла от Лазарюса, забрав детей и навсегда вычеркнув его из своей жизни.

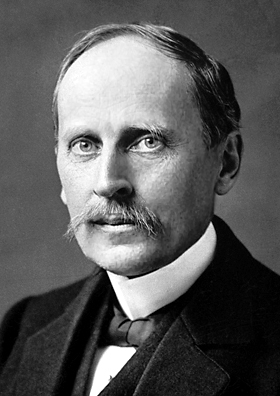
Ромен Роллан, 1914.

Но, по-видимому, близкие отношения со столь эксцентричной и радикальной натурой, каковой была Ариадна, не прошли для Даниэля бесследно. К началу 1930-х годов взгляды Лазарюса претерпевают значительные изменения, он сближается с левыми кругами, среди его лучших друзей поэт Жан-Ришар Блок, композитор-коммунист Луи Дюрей и писатель Ромен Роллан. Именно тридцатые годы становятся пиком творческой и организаторской активности Лазарюса. Он становится музыкальным хроникёром журнала «Европа», ведёт колонку музыкальной критики в газете «Этим вечером» (фр. Ce soir, ежедневный листок коммунистической партии Франции наряду с L’Humanité). В 1937 году Лазарюса избирают в музыкальную дирекцию парижской Опера Комик. Он полностью разделяет прогрессистские идеи Блока (напрямую развивающего тезисы Сореля о ценности социального искусства) о связи творчества с народом и является в это время, пожалуй, самым левым его продолжателем. Нередко Лазарюс уезжал из Парижа в Пуату и гостил в имении Блока «Меригот» (фр. Mérigote), где сочинял музыку и много общался. В те годы «Меригот» имел славу «настоящего (хотя и левого) перекрёстка искусств и гуманитарных наук», там Лазарюс встречался и знакомился со многими деятелями «левого» искусства Франции. Вполне проникшись идеями Блока, спустя четверть века Лазарюс изложил их в своей книге-завещании «Приход в музыку» (фр. Accès à la musique, 1960).

Луи Дюрей, композитор и коммунист

С 1934 года в Париже происходила активная консолидация антифашистских левых сил. Спустя два года этот процесс привёл к организационному результату. 1 июня 1936 года состоялось торжественное открытие Первого конгресса Народной музыкальной федерации Франции. В состав антифашистской левой организации вошли музыканты разных поколений, среди которых оказалась большая часть Шестёрки (Онеггер, Мийо, Дюрей, Орик и Тайфер), а также Жак Ибер, Жан Вьенер, Андре Жоливе, Даниэль Лазарюс, Роже Дезормьер… Однако не только музыканты. В работе федерации участвуют также многие поэты лево-социалистических взглядов: Арагон, Блок, Вайян-Кутюрье, Муссинак, Вильдрак, Поль Элюар. Поэты осуществляют живую связь между федерацией и Ассоциацией революционных писателей, а Ромен Роллан направляет приветственное письмо в адрес Федерации. На первом заседании Федерации единогласно избирает своим президентом Альбера Русселя, а его заместителем — Шарля Кеклена (спустя год, после смерти Русселя, Кеклен надолго стал президентом). Также с 1937 года генеральным секретарём Федерации стал композитор-коммунист Луи Дюрей. С первого же года при Федерации образуются многочисленные хоры рабочих, налаживаются связи с профсоюзами. Самый большой хор рабочих под названием «Парижский рабочий хор» был организован Кекленом ещё в 1935 году. В репертуаре хоров, кроме образцов классической музыки, постоянно исполняются песни французских революций, «Застольные песни сенсимонистов» Давида, а также хоры Госсека, Гретри и Мегюля. Даниэль Лазарюс занял место наиболее последовательных радикалов с точки зрения демократичности музыки. Он рьяно отстаивал позицию, по которой композиторы должны опроститься до состояния народных музыкантов, только обрабатывающих народный или подобный ему материал. По его мнению, современная социальная среда, все более и более наполненная протестами народных масс, требовала от композиторов пересмотра основ музыкального творчества. Лазарюс выступал за создание современной ультра-упрощенной
народной музыки, которая была бы более адаптирована для народных масс.
Моментом наивысшей славы Даниэля Лазарюса, пожалуй, можно считать 14 июля 1936 года. В музыкально-исторической литературе он остался известен в первую очередь своим участием в коллективной постановке эпической революционной пьесы, организованной силами Народной Федерации.
14 июля 1936 года в парижском театре «Альгамбра» состоялась премьера исторической хроники Ромена Роллана «14 июля». Написанная ещё в 1901 году, эта драма была продиктована желанием автора создать подлинно народный спектакль, пронизанный «настоящими» массами народа и картинами его революционного подъёма. Роллан мечтал о создании подлинного национального и Народного театра, который должен был (по его замыслу) смести изысканное искусство декаданса и "противопоставить ухищрениям парижских театралов искусство мужественное и сильное, отображающее жизнь громадных народных масс и ведущее к возрождению нации. Мечты Ромена Роллана смогли (хотя и частично) воплотиться только 35 лет спустя, в период Народного фронта, когда двери парижских театров, наконец, распахнулись для искусства без изысков, демократического искусства широких масс.
Поначалу автор задумывал поставить «народную революционную пьесу» под открытым небом, на площади Бастилии, однако премьера состоялась 14 июля в помещении театра «Альгамбра» под общим руководством Вильдрака с декорациями Пикассо. Режиссёром спектакля выступил Шабан, а вся постановка осуществлялась под эгидой парижского Дома Культуры, возглавляемого писателем-коммунистом Леоном Муссинаком. Большое место в спектакле было отведено музыкальным сценам, которые написали семь композиторов, членов Федерации. Эту группу Шарль Кеклен, который вообще несколько подражал Эрику Сати, назвал «семёркой» (фр. Sept), как бы в подобие французской «Шестёрке» или русской «Пятёрке». Среди всей «Семёрки» Даниэль Лазарюс был наименее известным композитором. Однако именно перед ним (в силу его жёстко-демократических взглядов) была поставлена задача написать то, что в глазах Ромена Роллана было самой важной партитурой в спектакле: финальный народный праздник свободы.

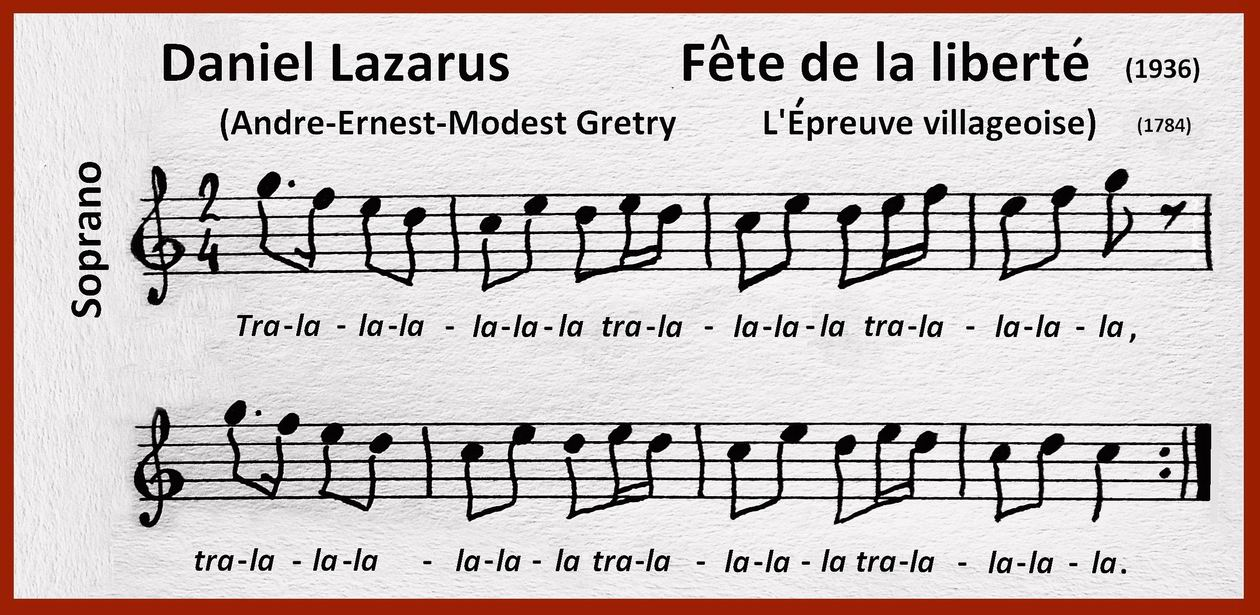
Тема из «Праздника свободы» (Лазарюс-Гретри)

Музыкальные номера были распределены следующим образом: 1. Увертюру написал Жак Ибер. 2. Сцену в саду Пале-Рояль — Жорж Орик. 3. Музыку к финалу первого действия (Вступление и Похоронный марш) — Дариюс Мийо. 4. Вступление ко второму действию — Альбер Руссель. 5. Хор «Свободы» с инструментальным сопровождением — Шарль Кеклен. 6. Марш (Поход на Бастилию) — Артюр Онеггер. 7. «Праздник свободы» (финал) — Даниэль Лазарюс. Дирижировал спектаклем Роже Дезормьер, ещё один из учеников Сати по «Аркёйской школе». Рассчитанная первоначально для исполнения под открытым небом, музыка была написана для большого духового оркестра. По общему мнению, наиболее яркие страницы этой коллективной партитуры принадлежат перу Мийо и Онеггера. Оба композитора создали впечатляющие звуковые картины массовых шествий, предшествующих и последующих за штурмом Бастилии. К примеру, Онеггер ввёл в партитуру хор, поющий с закрытым ртом, тем самым пытаясь передать печаль освободителей при виде жертв, томящихся в тюрьме.

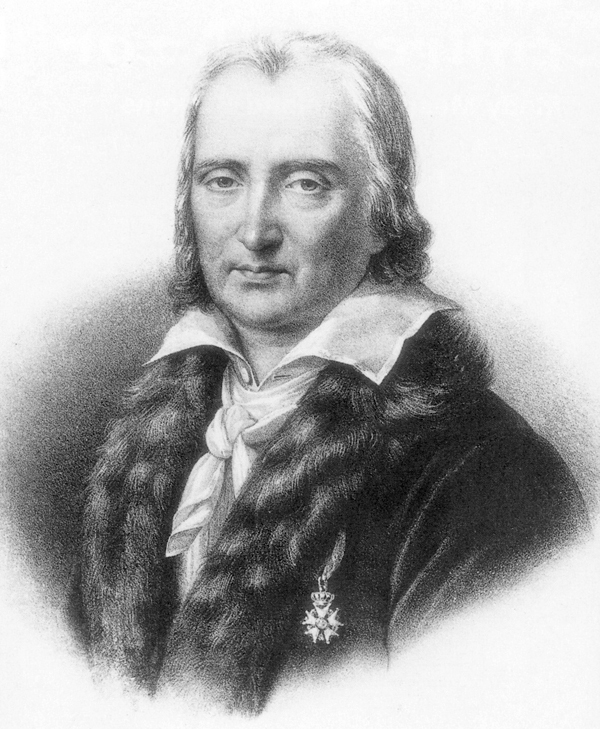
Андре Гретри

Главной темой для финального «Праздника свободы» Лазарюса стала старинная крестьянская песня, приведённая предельно просто, точно и с минимальным количеством оркестрово-хоровых изысков. Любопытно, что в точности ту же без малейших изменений тему с теми же «словами» (и даже в той же тональности) можно обнаружить в антракте второго акта комической оперы Гретри 1784 года «Проба в деревне» (или «Сельское испытание» фр. L'Épreuve villageoise). Данный пример использования одной и той же темы на расстоянии полутора веков можно считать одним из курьёзов в истории музыки.
В 1937 году, после избрания Лазарюса в музыкальную дирекцию Опера Комик (в 1936—1938 годах в результате серьёзных управленческих проблем Опера Комик была на грани банкротства), он ставит на этой сцене свою комическую оперу «Голубая комната» (фр. La chambre bleue), написанную годом раньше. Либретто для оперы по новелле Проспера Мериме написал известный критик Анри Прюньер, как нетрудно догадаться, тоже член дирекции театра. Музыка этого произведения также отличалась крайней простотой, после премьеры критики отмечали некоторое сходство творческого почерка Лазарюса с Анри Соге, ещё одним учеником Эрика Сати по «Аркёйской школе». Одна из рецензий упрекала Лазарюса в том, что его музыка (невзирая на её простоту) слишком часто заглушает голоса на сцене.
В 1937—1939 годах Лазарюс (после Леона Муссинака) занимал также пост директора парижского Дома Культуры. Оккупация Франции положила предел артистической карьере Даниэля Лазарюса. Как еврей и «почти» коммунист, он был вынужден спешно покинуть Францию и, подобно Дариюсу Мийо, спасался в эмиграции. Послевоенная деятельность Лазарюса не отличалась особенной яркостью, можно сказать, что он несколько отстал от своего времени. Как типичный академический музыкант (хотя и левых взглядов, что, впрочем, было также типично для послевоенного времени), он преподавал, вёл критическую и музыкально-административную деятельность, по-прежнему оставаясь членом Народной музыкальной федерации Франции (под председательством всё того же генерального секретаря Луи Дюрея). Умер Даниэль Лазарюс 27 июня 1964 года в Париже.

## Краткий обзор творчества
- Наиболее известными сочинениями Даниэля Лазарюса являются «Праздник свободы» (к пьесе Ромена Роллана «14 июля») и комическая опера «Голубая комната», хотя и они на данный момент почти забыты и принадлежат, скорее, к области истории музыки.
- Также Даниэль Лазарюс является автором нескольких балетов (самый известный из которых «Камыш» поставлен в 1924 году), а также одной «лирической эпопеи» и одной музыкальной комедии.
- Перу Даниэля Лазарюса принадлежит ряд симфонических произведений, среди которых несколько симфоний (самая известная: «Гимническая симфония») и Фантазия для виолончели с оркестром.
- Среди камерных сочинений Лазарюса: соната для скрипки и фортепиано, три романса на стихи Ариадны Скрябиной, и многочисленные пьесы для фортепиано.
- Кроме того, Лазарюс является автором музыкально-педагогического труда «Приход в музыку» (1960 год, фр. Accès à la Musique).